# Bohdanî, Varva
Bohdanî (în ucraineană Богдани) este localitatea de reședință a comunei Bohdanî din raionul Varva, regiunea Cernihiv, Ucraina.

## Demografie
Componența lingvistică a localității Bohdanî
     Ucraineană (99,12%)
     Alte limbi (0,88%)
Conform recensământului din 2001, majoritatea populației localității Bohdanî era vorbitoare de ucraineană (99,12%), existând în minoritate și vorbitori de alte limbi.